# Fiat 24-32 HP
O Fiat 24-32 HP foi um automóvel de luxo introduzido pela fabricante de automóveis italiana Fiat em 1901. O carro foi projetado para permitir que as encarroçadoras fizessem várias carrocerias para caber. Ele foi oferecido com três distâncias entre eixos diferentes, curta, média e longa.
Era equipado com um motor de 4 cilindros:
- 1ª série com motor de 6371 cc - 32 hp
- 2ª série em 1904 com motor de 6902 cc - 32 hp
- 3ª série em 1905 com motor de 7363 cc - 32 hp

Mais de 400 foram produzidos na fábrica Corso Dante, em Turim.
O Fiat 24-32 HP apresentou algumas inovações tecnológicas importantes: foi o primeiro carro sedã a usar um tipo de carroceria "Landaulet" e foi o primeiro carro a ter um pedal de acelerador e uma caixa de câmbio com quatro marchas para a frente. O modelo de estrada podia atingir uma velocidade máxima de 75 quilômetros por hora.
Em 1902, a Fiat introduziu uma versão de corrida do 24 HP, o 24 HP Corsa. Este foi o primeiro carro a ser especialmente projetado para corridas em vez de derivado de um automóvel de produção em série. O Corsa tinha um chassi de aço completo em vez do chassi de madeira que dominava na época, e um bloco de motor duplo de 7238 cc desenvolvendo 40 hp. Pesando apenas 450 quilos, ele corria a velocidades superiores a 100 quilômetros por hora, uma velocidade muito alta naquela época. Este carro dominou seus concorrentes desde seu primeiro lançamento em competição. O carro venceu a corrida Côte-Superga Sassi, perto de Turim, em 29 de junho e 27 de julho de 1902, com Vincenzo Lancia dirigindo, e a corrida Susa - Col du Mont-Cenis a uma velocidade média de 44,16 quilômetros por hora.